# Boscoreale

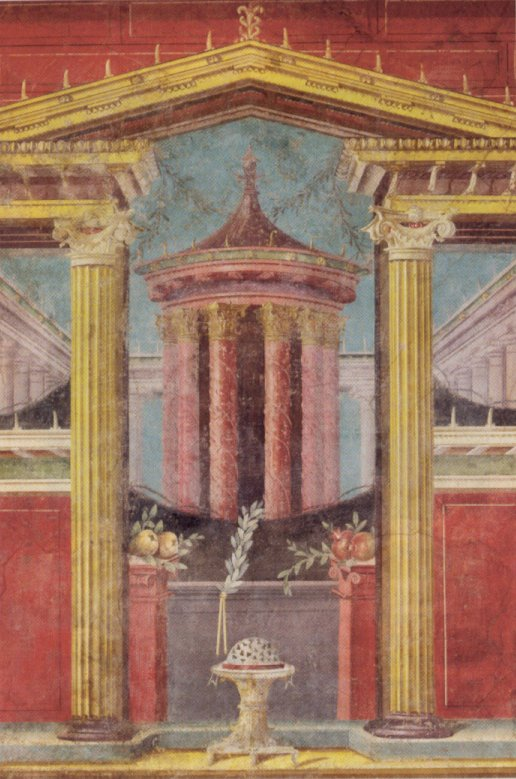
Roman fresco từ Boscoreale, 43-30 BCE, Metropolitan Museum of Art

Boscoreale là một đô thị của Ý. Đô thị này thuộc tỉnh Napoli trong vùng Campania ở vườn quốc gia Vesuvius dưới sườn núi Vesuvius. Boscoreale có diện tích 11,28 km2, dân số theo ước tính ngày 31 tháng 12 năm 2004 của Viện thống kê quốc gia Ý là 27.476 người. 
Các đơn vị dân cư:
Đô thị Boscoreale giáp với các đô thị: